# Замок Дангівен
Замок Дангівен (англ. Dungiven Castle) — один із замків Ірландії, розташований в графстві Деррі, Північна Ірландія. Замок побудований в XVII столітті, але більшість споруд нинішнього замку датується 1830 роком.
Під час Другої світової війни замок використовувала армія США. Після війни, у 1950-их, 1960-тих роках замок використовувався як танцювальний зал. Потім замок прийшов в стан руїни, час був невблаганний, а ремонт давно не робили. Місцева влада вирішила знести замок. Але громада почала протестувати проти знесення замку. У 1989 році замок купило товариство «Гленшейн». Товариство залучило фінанси різних фірм в реставрацію замку, в тому числі фінанси лотереї «Герітадж», Міжнародного фонду Ірландії.
У березні 2001 року замок Дангівен був відреставрований і знову відкритий. У замку був влаштований готель. У 2009 році замок знов зазнав повної реконструкції і ремонту. Потім замок та маєток Дангівен належали містеру Девіду Джону Гамільтону, есквайру. Потім він продав замок за £ 400 000 000. Його онуки Іден та Рубі в даний час володіють часткою цього замку кожен.
Тепер в замку розташована друга ірландська середня школа в Північній Ірландії — «Гелхолайте Дойре» — ірл. Gaelcholáiste Doire з ірландською мовою навчання.